# 극장판 머나먼 시공 속에서 무일야
《극장판 머나먼 시공 속에서 무일야》(일본어: 劇場版 遙かなる時空の中で 舞一夜)는 2006년 8월 19일 개봉한 일본 애니메이션 영화이다. 한국에선 애니박스에서 2007년 7월에 방영되었으며 윤손하가 주제가를 불렀다. 같은해 9월 21일에 게임으로 발매되었다.

## 극장판

### 등장인물
머나먼 시공 속에서 #등장인물 참고
- 모토미야 아카네 (CV.카와카미 토모코) - 용신의 무녀
- 미나모토노 요리히사 (CV.미키 신이치로) - 하늘의 청룡
- 모리무라 텐마 (CV.세키 토모카즈) - 땅의 청룡
- 이노리 (CV.타카하시 나오즈미) - 하늘의 주작
- 나가레야마 시몬 (CV.미야타 코우키) - 땅의 주작
- 후지와라노 타카미치 (CV.나카하라 시게루) - 하늘의 백호
- 타치바나노 토모마사 (CV.이노우에 카즈히코) - 땅의 백호
- 에이센 (CV.호시 소이치로) - 하늘의 현무
- 아베노 야스아키 (CV.이시다 아키라) - 땅의 현무
- 오노 스에후미 (CV.사쿠라이 타카히로) - 극장판 오리지널 캐릭터
- 후지 공주 (CV.코오로기 사토미) - 2대
- 쇼텐구 (CV.시마카타 쥰코)

### 스탭
- 원작: 코에이
- 만화원작: 미즈노 토코
- 감독: 시노하라 토시야
- 감수: 루비 파티
- 각본: 야마다 유카
- 애니메이션 캐릭터 디자인·총작화감독: 츠나키 아키
- 그림 콘티: 시노하라 토시야, 카타카이 신, 시모다 마사미
- 연출: 카타카이 신, 이와이 타카히사, 후쿠다 쥰, 사토 센
- 작화감독: 코타니 쿄코, 테지마 노리코, 쿠도 유카, 반 유키코, 나츠메 쿠니히코
- 음악: 히라노 요시히사
- 음향감독: 혼다 야스노리
- 애니메이션 제작: 유메타 컴퍼니
- 제작: 극장판 하루카 제작위원회
- 테마송

- 〈하늘하늘〉-sona

- 이미지송

- 〈희미한 물방울〉- 타치바나노 토모마사(이노우에 카즈히코), 에이센(호시 소이치로), 오노 스에후미(사쿠라이 타카히로)

## 관련 상품

### 게임
머나먼 시공 속에서 무일야
2006년 9월 21일 발매. 플레이스테이션 2용 소프트
포켓 시나리오 시리즈 머나먼 시공 속에서 무일야
2006년 11월 30일 발매. 닌텐도 DS용 소프트

### CD
- 극장판 머나먼 시공 속에서 무일야 ~서~
- 극장판 머나먼 시공 속에서 무일야 오리지널 사운드 트랙
- 머나먼 시공 속에서 무일야 ~치화~
- 머나먼 시공 속에서 무일야 ~상록~
- 머나먼 시공 속에서 무일야 보컬 콜렉션

### DVD
- 극장판 머나먼 시공 속에서 무일야 메이킹 ~팔엽초에서 무일야~
- 극장판 머나먼 시공 속에서 무일야 통상판
- 극장판 머나먼 시공 속에서 무일야 호화판

## 같이 보기
- 머나먼 시공 속에서 시리즈
- 머나먼 시공 속에서
- 머나먼 시공 속에서 팔엽초